# Wiltrud Mihatsch
Wiltrud Mihatsch (* 1970) ist eine deutsche Romanistin.

## Leben
Nach dem Studium (1989–1990) der Betriebswirtschaftslehre an der Grande École „École Supérieure de Commerce“ in Reims und dem Studium (1990–1997) der Fächer Englisch, Französisch und Spanisch an der Universität Tübingen und Sheffield (Arbeitsaufenthalt in Spanien) erwarb sie 1997 das Staatsexamen (Englisch, Französisch und Spanisch). Nach dem Rigorosum 2004 bei Peter Koch war sie ab 2007 W2-Professorin für Romanische Philologie mit Schwerpunkt französische und spanische Sprachwissenschaft an der Ruhr-Universität Bochum. Nach der Habilitation 2008 (venia legendi „Romanische Philologie“) an der Universität Bielefeld ist sie seit 2015 Lehrstuhlinhaberin für französische und spanische Sprachwissenschaft an der Universität Tübingen.

## Schriften (Auswahl)
- Kognitive Grundlagen lexikalischer Hierarchien. Untersucht am Beispiel des Französischen und Spanischen. Tübingen 2006, ISBN 3-484-30506-1.
- „Wird man von hustensaft wie so ne art bekifft?“ Approximationsmarker in romanischen Sprachen. Frankfurt am Main 2010, ISBN 978-3-465-03673-9.